# Where's My Cow?
Where's My Cow? est un livre de Terry Pratchett illustré par Melvyn Grant et édité aux éditions HarperCollins Publishers en 2005.
Il reprend un livre fictif évoqué dans le roman du Disque-monde Jeu de nains dans lequel il est le livre d’image préféré de Samuel Vimaire Jr., fils de Samuel Vimaire, le célèbre commissaire divisionnaire du Guet d'Ankh-Morpork.
Dans Jeu de Nains, Sam Vimaire lit ce livre à son fils chaque soir, à 6 heures pile et n'envisage même pas d'arriver en retard. Arriver en retard pour une bonne raison ouvrirait la porte aux mauvaises raisons.
Un extrait du livre est lu à la fin de L'Hiverrier par Rob Deschamps.

## Critiques inventées par Pratchett dans ses propres ouvrages
« …merveilleusement instructif »
Tripet Tourillon, Le Disque-Monde
« …Ne sommes-nous pas tous d'une certaine façon à la recherche de notre vache »
Briac Levure, La Gazette littéraire d'Ankh-Morpork et La Revue des subrogeurs de paradigmes